# René Fonck
René Paul Fonck (27 de març de 1894 - 18 de juny de 1953) fou un pilot de combat francès que acabà la Primera Guerra Mundial com l'as amb més victòries franceses i aliades. Acreditat amb 75 victòries (72 més 3 compartides) de les 142 reclamades. Tenint en compte les seves reclamacions, el nombre de victòries de Fonck és possiblement proper a 100 o fins i tot per sobre. Fou condecorat oficial de la Legió d'Honor el 1918 i més tard, després de la guerra, comandant de la Legió d'Honor.

## Primers passos
Fonck nasqué el 27 de març de 1894 al poble de Saulcy-sur-Meurthe, de la regió de Vosges al nord-est de França. Tot i haver estat interessat en l'aviació des de ben jove, rebutjà l'assignació de reclutament per al server de l'aire el 22 d'agost de 1914, escollint per contra el servei d'infanteria a les trinxeres com a enginyer militar. Els seus deures consistien a cavar trinxeres i reparar carreteres i ponts.

## Carrera en l'aviació militar

### 1915 - 1916
Poc temps després va voler servir com a pilot i començar a entrenar a St. Cyr i més tard a Le Crotoy en un Blériot Penguin, un simulador del mateix avió, utilitzat per a entrenaments. Al completar el seu entrenament el maig de 1915 entrà a l'Escadrille C47, on volaria en un Caudron en tasques de pilot d'observació.
El 25 de maig de 1916 l'observador de Fonck fou mort per l'artilleria antiaèria, un destí que esquivaria per poc el mateix Fonck poques setmanes més tard. Fonck reclamà la seva primera victòria al juliol de 1916, tot i que aquesta no seria confirmada.
El 6 d'agost atacà un aparell de reconeixement Rumpler C.III alemany, maniobrant al voltant d'aquest i mantenint-se fora del camp de tir, fent-li perdre alçada, obligant-lo a aterrar darrere les línies franceses. Aquesta fou la seva primera victòria verificada, compartida amb el seu observador, el tinent Thiberge. Aquesta victòria li significà la condecoració de la Medalla Militar a finals d'agost de 1916.

### 1917
El 17 de març de 1917, Fonck aconseguí la seva segona victòria en abatre un Albatros conjuntament amb el seu observador, el sergent Huffer. Fins aquest moment, Fonck ja comptava amb més de 500 hores de vol, una xifra increïble durant els primers anys de l'aviació.
El 15 d'abril de 1917, als 23 anys, Fonck rebé la cobejada invitació per a formar part de la famosa Escadrille les Cigognes. El grup de combat 12, amb les seves 4 escadrilles (esquadrons), fou la primera ala d'esquadrons de combat de la història. L'as francès amb més victòries, Georges Guynemer servia en aquest moment en una d'aquestes escadrilles, la Escadrille N3, on tot just acabava d'aconseguir la seva victòria número 36.
Fonck fou assignat a un altre esquadró del grup, l'Escadrille Spa 103. Pilotant SPADs, es va fer un nom ràpidament per mèrits propis, aconseguint l'estatus d'as el 13 de maig. Aconseguint noves victòries el 12 de juny, el 9 d'agost, el 21 i 22 d'agost.
En la victòria número 14, matà al pilot d'un aparell d'observació alemany, i veié com l'aparell començava a fer virolles expulsant l'observador just per sobre de l'ala del seu SPAD (Fins i tot arribant a l'extrem de partir en dos el baròmetre) aquesta va ser la 12a baixa enemiga que va causar. El 30 de setembre ell i l'adjunt Dupre van abatre un altre biplà alemany. A terra es va trobar la documentació del pilot mort qui resultà ser el tinent Kurt Wisseman, que havia abatut a Georges Guynemer (Encara avui se cerca si realment fou el mateix Kurt Wisseman que abaté a Guynemer, ja que Wisseman servia a la Jasta 3, un esquadró de caces, i fou mort en combat el 28 de setembre, probablement per l'Esquadró núm. 56.). A journalist reported that Fonck had boasted of revenging the death of his good friend Guynemer.
Al setembre i octubre afegí quatre victòries més, arribant a finals d'any a les 19 victòries, a causa de les quals fou nomenat oficial, i rebé la Legió d'Honor.
Fonck només feu que progressar. Conegut per la seva professionalitat clínica, aplicà principis matemàtics en combats aeris i usà els seus coneixements d'enginyeria en referència a l'ús del seu aparell, coneixent les possibilitats que oferia aquest, i traient-ne el màxim profit a diferència dels seus companys. Fonck necessitava pocs intents, assetjant pacientment les seves víctimes des d'alçades més elevades. Llavors disparant amb deflecció (en la trajectòria de la víctima) amb una punteria letal per als pilots enemics des de curtes distàncies, resultant en un estalvi increïble de munició per mort. Normalment, necessitant menys de 5 ràfegues de les seves Vickers per abatre l'enemic. El seu mètode de combat preferit, no era entrar en dogfights, sinó en execucions ràpides i sense perdó. També era reconegut per reconèixer aparells d'observació a llargues distàncies, distàncies en les que la majoria de pilots no haurien percebut res.
De la mateixa manera que el reconegut capità Georges Guynemer, Fonck pilotà un aparell de producció limitada, el caça SPAD XII, aparell que incloïa una metralladora Puteaux de 37mm sincronitzada amb el motor, de manera que es podia disparar entre les hèlixs d'aquest. Fonck fou acreditat amb 11 victòries sobre aparells alemanys amb aquest tipus d'armament, l'anomenat "moteur-canon". Aquest fet fou possible gràcies a la reducció de maquinària del Hispano-Suiza V8, un motor que fou utilitzat per primer cop en aquest model de caça SPAD. La metralladora se situava en l'espai en forma de V entre les dos files de cilindres. Fonck pilotaria més tard l'exitós SPAD XIII, el primer caça SPAD que utilitzaria dues metralladores Vickers.

### 1918
No va tornar a aconseguir una victòria fins al 19 de gener de 1918 quan va abatre dos aparells enemics. Al febrer serien 5 victòries més, al març 7 i a l'abril 3 més.
El 9 de maig va ser un dia de rècord per a ell, especialment provocat per un desacord entre Fonck i dos companys d'esquadró, Edwin C. Parsons i Frank Baylies. Molestos per la gallanteria de Fonck, els dos nord-americans apostaren una ampolla de xampany a que un d'ells dos abatria un aparell enemic abans que Fonck. Baylies despegà tot i el mal temps i aconseguí abatre un Halberstadt CL.III. Un cop tornat al camp d'aviació, en lloc de complir l'aposta, un malhumorat Fonck proposà canviar els termes de l'aposta de manera que qui abatés més aparells alemanys aquell dia guanyaria. La boira persistent obligà a Fonck a restar a terra gran part d'aquell dia. Era ben entrada la tarda que es va aclarir prou perquè Fonck s'enlairés a les 15:00. Entre les 16:00 i les 16:05, abaté tres biplans enemics de reconeixement. Només dues hores més tard, repetí la gesta, abatent-ne tres més. Entenent la importància dels aparells de reconeixement, que tenien el potencial de dirigir el foc d'artilleria directament cap a les tropes franceses, Fonck es concentrà en aquest tipus d'aparells. En total, sis victòries en un interval de 3 hores.
Afegí una doble victòria el 19 de maig i 5 més al juny. En aquest moment, solia obtenir victòries de dos en dos, i amb 49 victòries s'estava aproximant ràpidament al rècord de Guynemer.
El 18 de juliol de 1918 en va abatre dos més, aconseguint la seva victòria número 53 empatant amb el nombre de victòries de Guynemer. L'endemà, en va abatre tres més, sobrepassant el rècord del llegendari Guynemer, qui havia restat com l'as francès amb més victòries des de la seva mort l'11 de setembre de 1917.
A l'agost, arribà a les 60 victòries després d'aconseguir-ne 4 més. El 26 de setembre repetí la seva gesta fent caure sis aparells enemics en un sol dia, tot i que aquest cop, 3 de les sis victòries foren caces Fokker D.VII.
Una altra victòria dos dies més tard i dues més el 5 d'octubre el feu arribar a la xifra total de 69 victòries, molt a prop de les 72 del Major (grau militar) William Avery Bishop, a llavors, l'as amb més victòries aliades. El 30 d'octubre l'aconseguí empatar amb 3 victòries més, abatent dos aparells més l'endemà, i un més el següent, arribant a la xifra total de 75 victòries confirmades.
Per resumir, Fonck reclamà 56 victòries durant el 1918, assolint un total de 36 victòries abans del maig de 1918. Només amb la seva llista de victòries de 1918 ja hauria estat l'as francès amb més victòries. Al final de la guerra, havia estat acreditant amb totes excepte 36 victòries de les 111 aconseguides per la Escadrille SPA 103. A diferència de la majoria d'asos amb més victòries francesos, Fonck només comptava amb 3 victòries compartides. També a diferència de la majoria, no rebé cap ferida en tota la guerra, de fet només una bala havia impactat el seu aparell en tot el conflicte bèl·lic. També cal tenir en compte que va evitar les missions més perilloses, mai va destruir cap globus aerostàtic.
Tot i la seva habilitat i èxit, Fonck mai va captivar els cors del públic francès, almenys de la manera que ho havia aconseguit Guynemer. Fonck era ascètic i retret. En lloc de beure i socialitzar-se amb altres pilots, planejava les seves missions i tàctiques de vol, planxava els seus uniformes, i feia ús de la calistènia per a mantenir-se en forma. Semblava compensar la seva timidesa ressaltant les seves gestes. A conseqüència d'això, semblava distant, arrogant, i sec. Els seus companys respectaven les seves habilitats, però fins i tot un dels seus companys, Claude Haegelen, el considerava un fanfarró. Fonck podria haver estat ressentit pel fet que Georges Guynemer restà amb més popularitat que ell fins i tot després d'aconseguir més victòries que el primer. Fonck també semblà no adonar-se del fet que la seva personalitat afectà la seva imatge i carrera.

## Després de la guerra

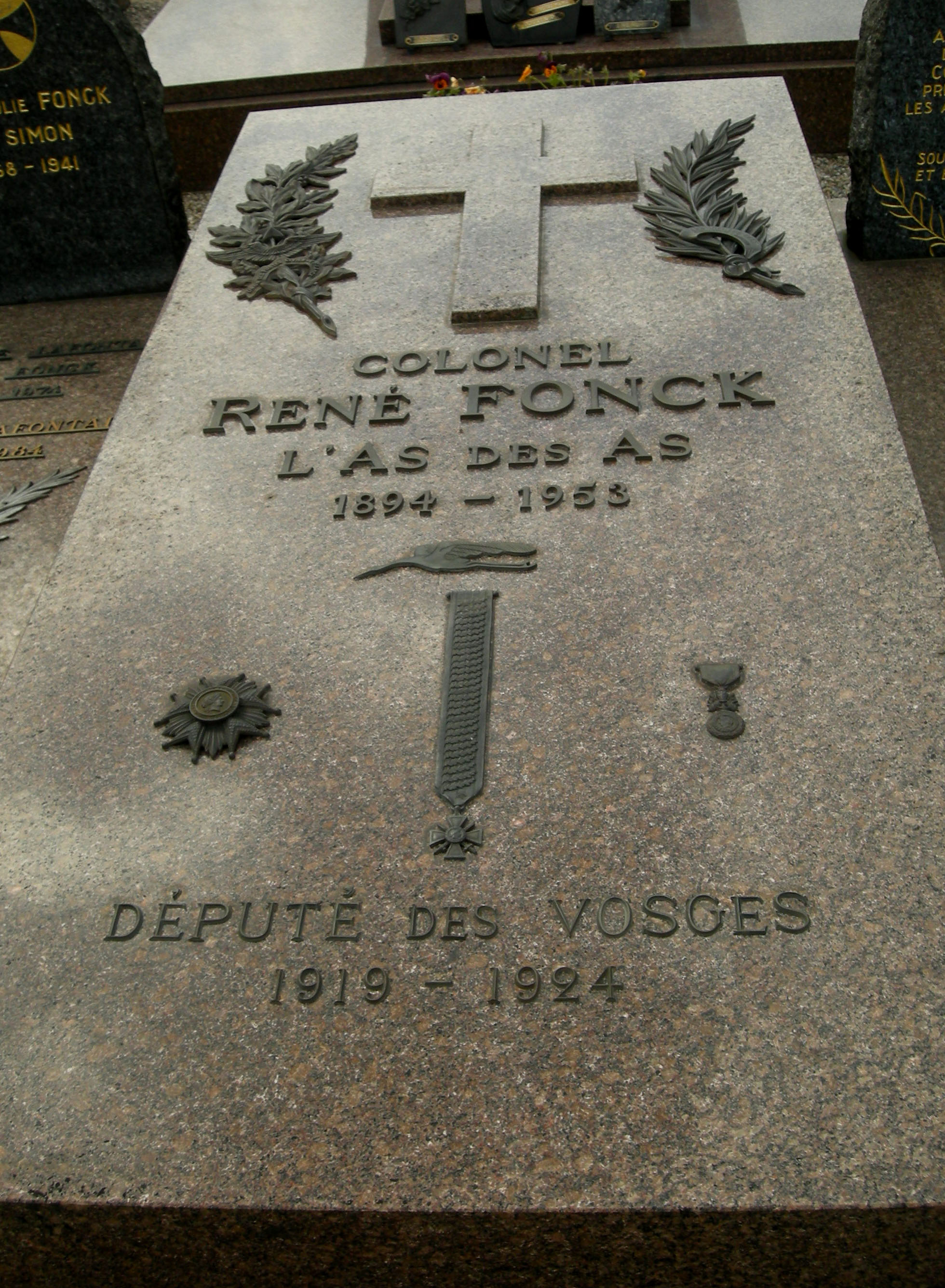
Tomba de René Fonck

Fonck retornà a la vida civil després de la guerra, i publicà les seves memòries Mes Combats amb un prefaci de Ferdinand Foch el 1920.
Durant els anys 20, Fonck intentà convèncer a Igor Sikorsky perquè redissenyés el Sikorsky S.35 per la cursa transatlàntica i el premi Orteig. El 21 de setembre de 1926, Fonck s'accidentà en un enlairament per una fallada del sistema d'aterratge, morint en l'accident dos dels seus companys d'equip. Poc després, el 1927 Charles Lindbergh guanyaria el premi al creuar l'oceà Atlàntic.
Fonck retornà a l'aviació militar com a inspector de les forces franceses de l'aire de 1937 a 1939. El contacte d'entreguerres amb els seus homòlegs alemanys Hermann Göring i Ernst Udet empitjorà la reputació de Fonck durant l'ocupació alemanya de França de la Segona Guerra Mundial i generà acusacions de col·laboració amb el partit nacional socialista i la França de Vichy. El 10 d'agost, el ministre d'afers exteriors de Vichy, Pierre Laval anuncià que Fonck havia allistat 200 pilots francesos per a lluitar amb l'exèrcit alemany. Tot i això, la veritat és bastant més complexa.
El mariscal Philippe Pétain volia usar la relació Göring - Fonck per a trobar-se amb Adolf Hitler i per això donà l'ordre a Fonck per contactar amb Göring en aquest aspecte. Una reunió fou organitzada a Montoire però després de descobrir evidències de les polítiques pro-nazi de Pierre Laval, Fonck intentà dissuadir a Pétain d'assistir a la reunió. Inicialment, Pétain seguí el consell de Fonck, però finalment es trobà amb Hitler el 24 de novembre de 1940. A causa d'això, la lleialtat de Fonck per part del régim de Vichy fou qüestionada, i per això Fonck tornà a París on fou arrestat per la Gestapo i empresonat a la presó de Drancy.
Després de la guerra, una investigació policial sobre la seva suposada col·laboració amb el régim de Vichy demostrà la seva innocència. La seva lleialtat fou reconeguda gràcies als seus contactes amb líders de la resistència francesa durant la guerra com Alfred Heurtaux.
A més, fou condecorat amb el Certificat de la resistència el 1948. Amb una citació que diu: "Sr. Fonck, René, un membre de les forces franceses sense uniforme, prengué part, en territori ocupat per l'enemic, en glorioses lluites per l'alliberament de la nació".
Fonck restà a París però visità regularment la seva nativa Lorena on tenia interessos comercials. Morí a l'edat de 59 anys i està enterrat al cementiri del seu poble de Saulcy-sur-Meurthe.

## Citacions
- "Poso les meves bales en l'objectiu com si les hi posés amb les pròpies mans."[5]
- "Prefereixo volar sol... quan volo sol, faig aquells petits cops d'audàcia que tant m'agraden..."[5]

## Mencions

### Medalla Militar
| « | Un pilot de remarcable valor i habilitat, havent actuat exitosament en un gran nombre de combats aeris. El 6 d'agost de 1916, atacà efectivament dos aparells fortament armats, perseguint-ne un, on amb una sèrie d'audaces i hàbils maniobres, el forçà a aterrar dintre de les nostres línies sa i estalvi. Ha estat citat en ordres en dos ocasions. | » |

Menció de la Medalla Militar, 1916

### Legió d'Honor
| « | Un pilot de combat de gran valor, combinant qualitats excepcionals d'habilitat, sang freda i valor fora de lo normal. Arribà a l'aviació de combat després de 500 hores de vol en aparells de l'exèrcit i es convertí, en molt poc temps, en un dels millors pilots de combat francesos. El 19, 20 i 21 d'agost de 1917, abaté els seus 8é, 9é i 10é aparells enemics. Ha estat citat fins a 7 cops en ordres, i ha rebut la Medaille Militaire per proeses de guerra. | » |

Menció de la Legió d'Honor, 1917

### Oficial de la Legió d'Honor
| « | Remarcable oficial des de tots els punts de vista, d'admirable ardor en combat. Pilot de l'ordre més elevat, per missions tant de reconeixement com d'intel·ligència, i de vigilància que ha completat molts cops tot i les desfavorables condicions atmosfèriques. Ha demostrat, durant el transcurs d'una sèrie d'ininterromputs combats aeris, una força i ganes de victòria excepcionals, essent un exemple per als pilots de caça francesos d'avui. Ha abatut 36 aparells enemics. Ha estat citat en 17 ordres, i condecorat amb la Medaille Militaire i com a cavaller de la Legió d'Honor per proeses de guerra. | » |

Menció de la Legió d'Honor, 12 de maig de 1918
René Fonck fou també condecorat amb la Creu Militar britànica i la Distinguished Conduct Medal britànica.